# Félix Vigeveno
Raphaël „Félix” Vigeveno (Amszterdam, 1881. március 25. – Uccle, 1955. szeptember 6.) holland vívó, olimpikon.
Az 1906. évi nyári olimpiai játékokon, Athénban indult, amit később nem hivatalos olimpiává nyilvánított a Nemzetközi Olimpiai Bizottság. Ezen az olimpián két vívószámban indult: párbajtőrvívásban 4. lett, míg tőrvívásban helyezés nélkül zárt.
Legközelebb csak az 1920. évi nyári olimpiai játékokon, Antwerpenben indult. Ezen az olimpián négy vívószámban indult: párbajtőrvívásban helyezés nélkül zárt, csapat tőrvívásban 6. lett valamint egyéni tőrvívásban és egyéni kardvívásban szintén helyezés nélkül zárt.
Utoljára az 1924. évi nyári olimpiai játékokon, Párizsben volt olimpikon. Ezen az olimpián csak egy vívószámban indult: csapat tőrvívásban nem jutottak túl az első körön.
Testvére, Gabriël Vigeveno szintén olimpikon vívó.